# Balledent
Balledent település Franciaországban, Haute-Vienne megyében. Lakosainak száma 199 fő (2022. január 1.). Balledent Rancon, Châteauponsac és Saint-Pardoux-le-Lac községekkel határos.

## Népesség
A település népességének változása:
| Lakosok száma | 209  | 202  | 205  | 197  | 196  | 196  | 196  | 197  | 199  |
|               | 2013 | 2015 | 2016 | 2017 | 2018 | 2019 | 2020 | 2021 | 2022 |